# Cosack & Co.
Das Unternehmen Cosack & Co. war ein Puddel-, Walz- und Drahtwerk im westfälischen Hamm. 1873 wurde es als größtes und wichtigstes Werk Teil der Westfälische Union AG.

## Geschichte
Cosack & Co. hatte als Teilhaber Josef Cosack und Friedrich Wilhelm Brökelmann aus Neheim sowie die Kaufleute Karl Fuhrmann und Felix Schürmann aus Hamm. Im August 1853 kauften sie Grundstücke nahe am Bahnhof in Hamm und errichteten dort ein Puddel- und Walzwerk mit angegliederter Drahtzieherei und Eisengießerei. Diese breitere Grundlage, die alle Produktionsschritte von der Eisenerzeugung bis zum Endprodukt in einem Werk vereinte, galt als innovativ. Der Standort war zudem günstig gewählt, weil Hamm bereits über vorzügliche Eisenbahnverbindungen verfügte: Seit 1847 war es an die Stammstrecke der Köln-Mindener Eisenbahn-Gesellschaft angeschlossen und seit 1850 an die Bahnstrecke Hamm–Warburg.
1858 waren 12 Puddelöfen, 5 Schweißöfen, Luppenhämmer und -walzen sowie ein großes Drahtwalzwerk mit Drahtzieherei in Betrieb. Knapp 300 Arbeiter waren beschäftigt. 1873 wares es bereits 28 Puddel- und 9 Schweißöfen sowie 6 Walzenstraßen. Insgesamt, also inklusive Drahtzieherei und Gießerei, waren dann 700 Arbeiter in der Anlage tätig. Erzeugnisse waren Stabeisen, Walzdraht, Telegraphendraht, feine Drähte für Seile und Kabel, Kessel- und Brückennieten und schließlich Wagenachsen und ähnliche Schmiedestücke. Der Verkauf erfolgte zu 2/3 ins Ausland (Europa und Übersee).
Josef Cosack, der seit 1865 Alleininhaber war, verkaufte 1873 sein Werk an die Westfälische Union AG. Die Anlage in Hamm wurde zum Kern des Unternehmens. In der Nachfolge gehören die Werksanlagen heute zu Böhler-Uddeholm und sind Teil der Route der Industriekultur – Sole, Dampf und Kohle.